# Schildwantsen
De schildwantsen of stinkwantsen (Pentatomidae) zijn een familie van wantsen. In de wetenschappelijke naam verwijst penta (vijf) naar het aantal geledingen van de antennes.

## Kenmerken
Schildwantsen hebben 5-ledige antennes, een vier-ledige steeksnuit (rostrum) en drie-ledige voeten (tarsen). Op de rug is het scutellum meestal fors ontwikkeld. Het lichaam is op de rug bezien enigszins schildvormig. Andere families in de superfamilie Pentatomoidea hebben óf een groter scutellum óf tibiae (schenen) met veel stevige doorns. Veel soorten zijn groen of bruin, sommige zeer kleurrijk. De lichaamslengte varieert van 0,5 tot 2,5 centimeter.

## Leefwijze
Veel schildwantsen scheiden een zoetig stinkend vocht af wanneer zij in gevaar zijn. Het zijn meestal ook plaaginsecten die zich met grote groepen voeden aan allerlei planten op akkers en velden. Veel gifstoffen van boeren werken niet meer. Ze drinken het sap van vooral katoen, maïs, sojabonen, sierbomen, struiken, wijnstokken en onkruid. Er zijn ook soorten die andere insecten eten en dan weer erg goed zijn op de akkers. Het zijn Japanse kevers en Mexicaanse bonenkevers die worden opgegeten.

## Voortplanting
Een legsel bestaat uit zo'n 400 tonvormige eieren, die in groepjes op planten worden afgezet. De nimfen (onvolwassen dieren) zijn meestal herbivoor. Sommige soorten worden later carnivoor of omnivoor. Er zijn 5 nimfenstadia voordat het insect volwassen is. 

## Voorbeelden

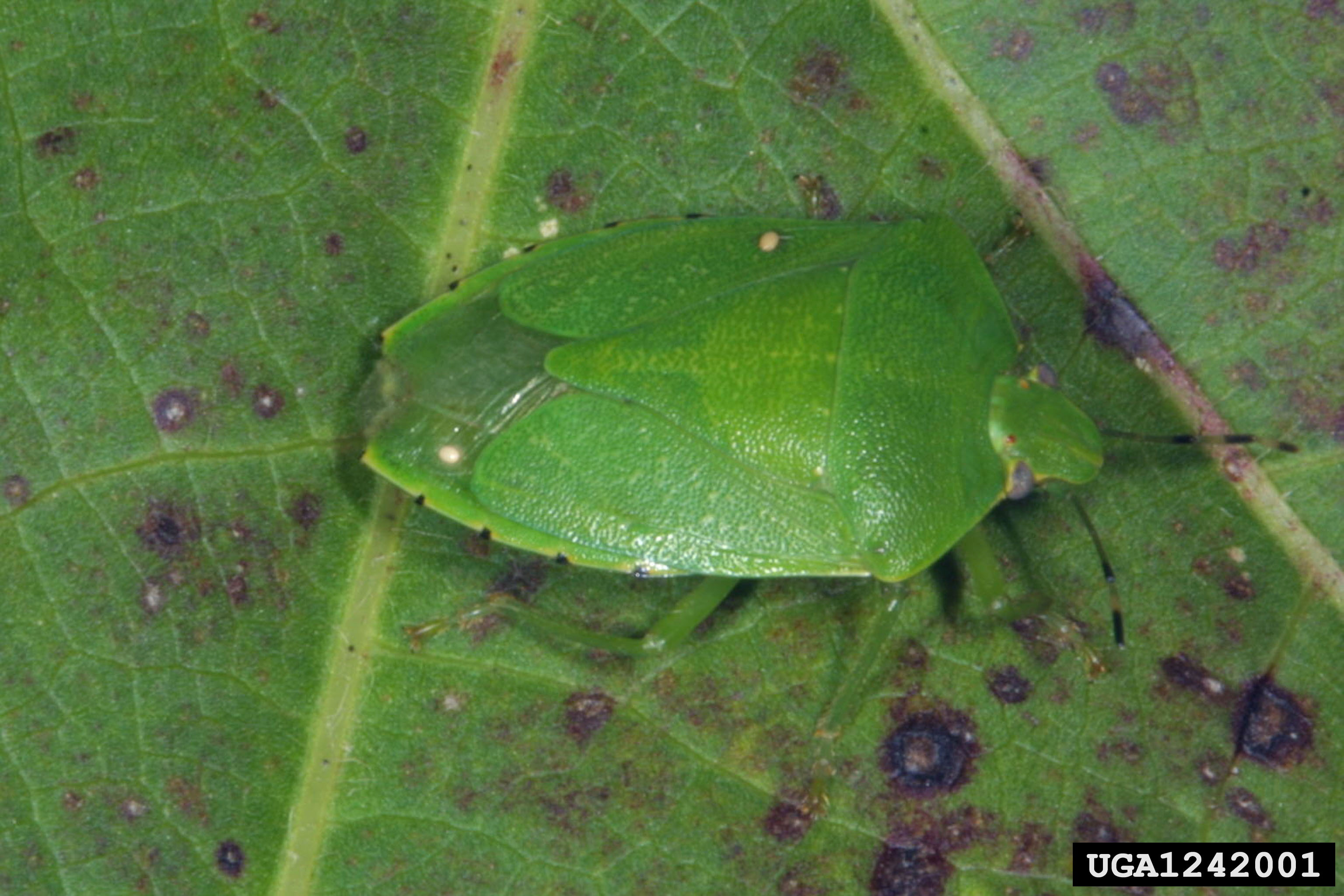
Acrosternum hilare
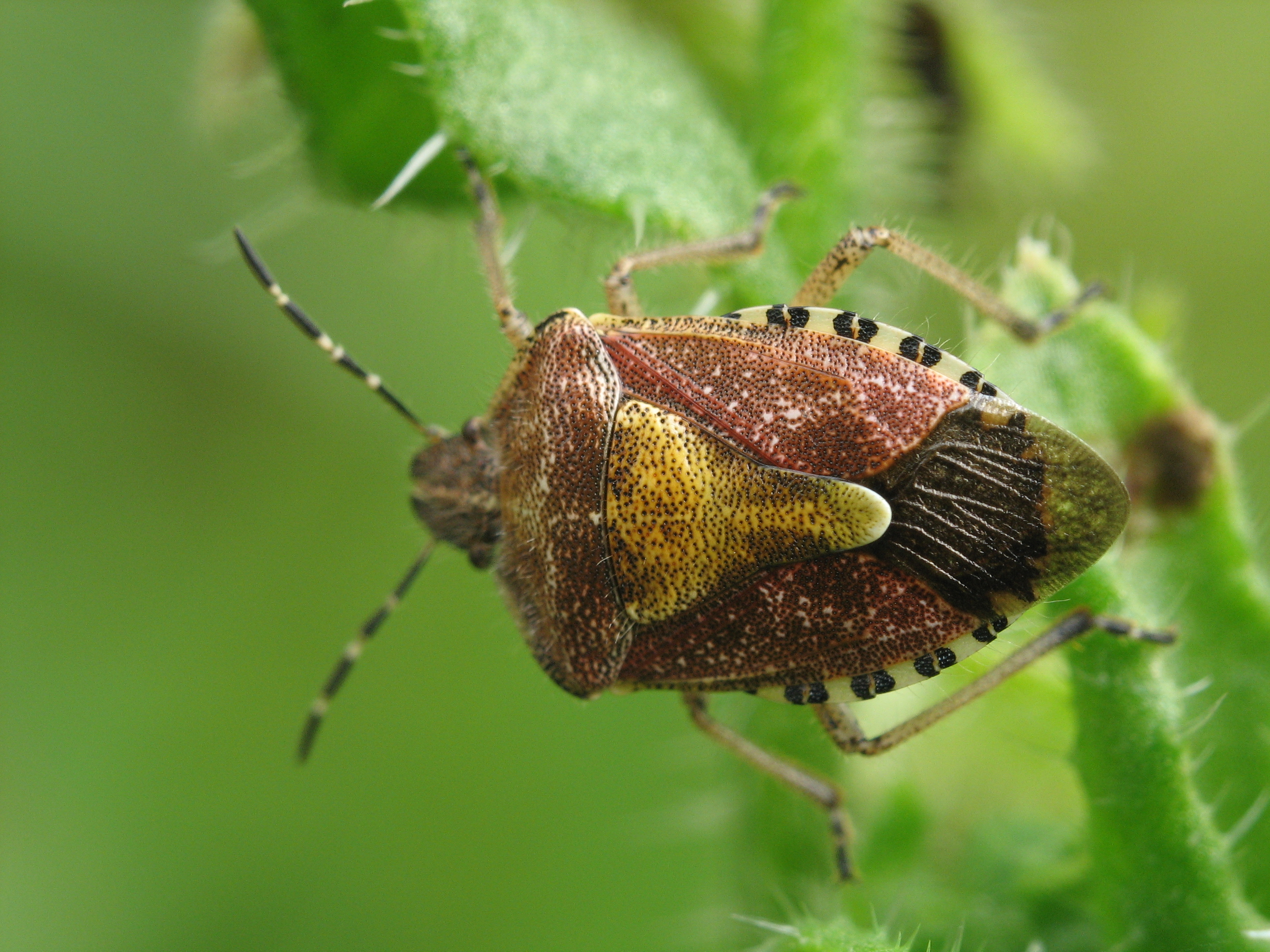
Dolycoris baccarum (Bessenschildwants)
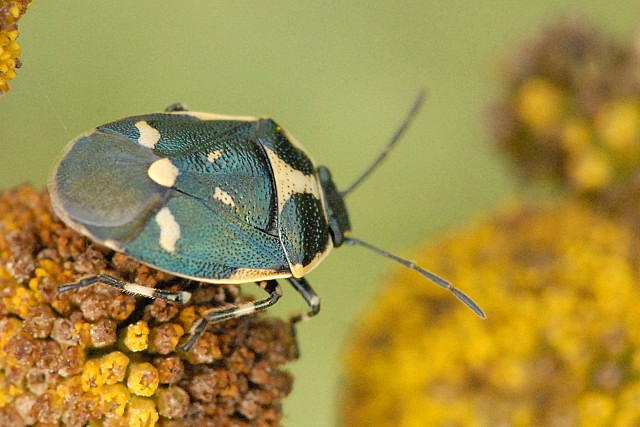
Eurydema oleracea (Koolschildwants)
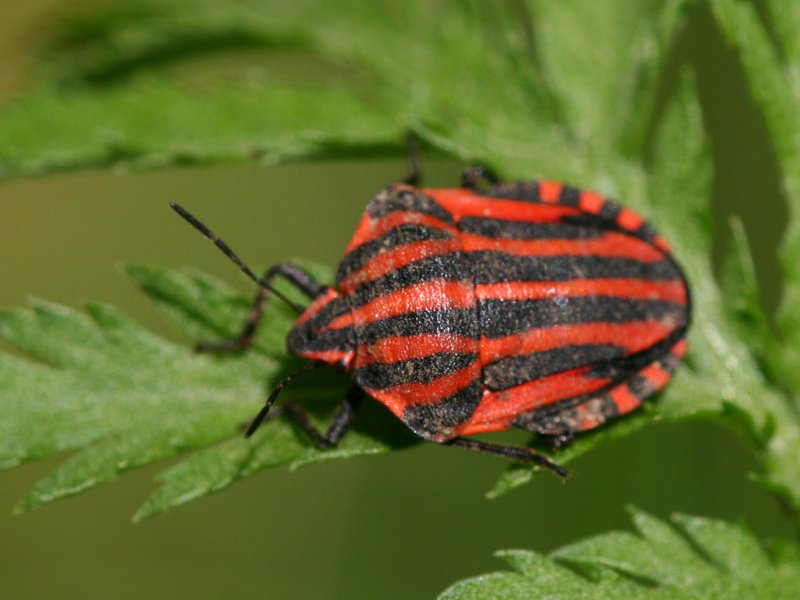
Graphosoma italicum (Pyjamaschildwants)
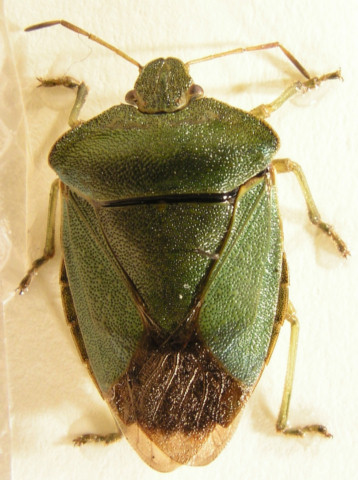
Palomena prasina (Groene schildwants. groene stinkwants)
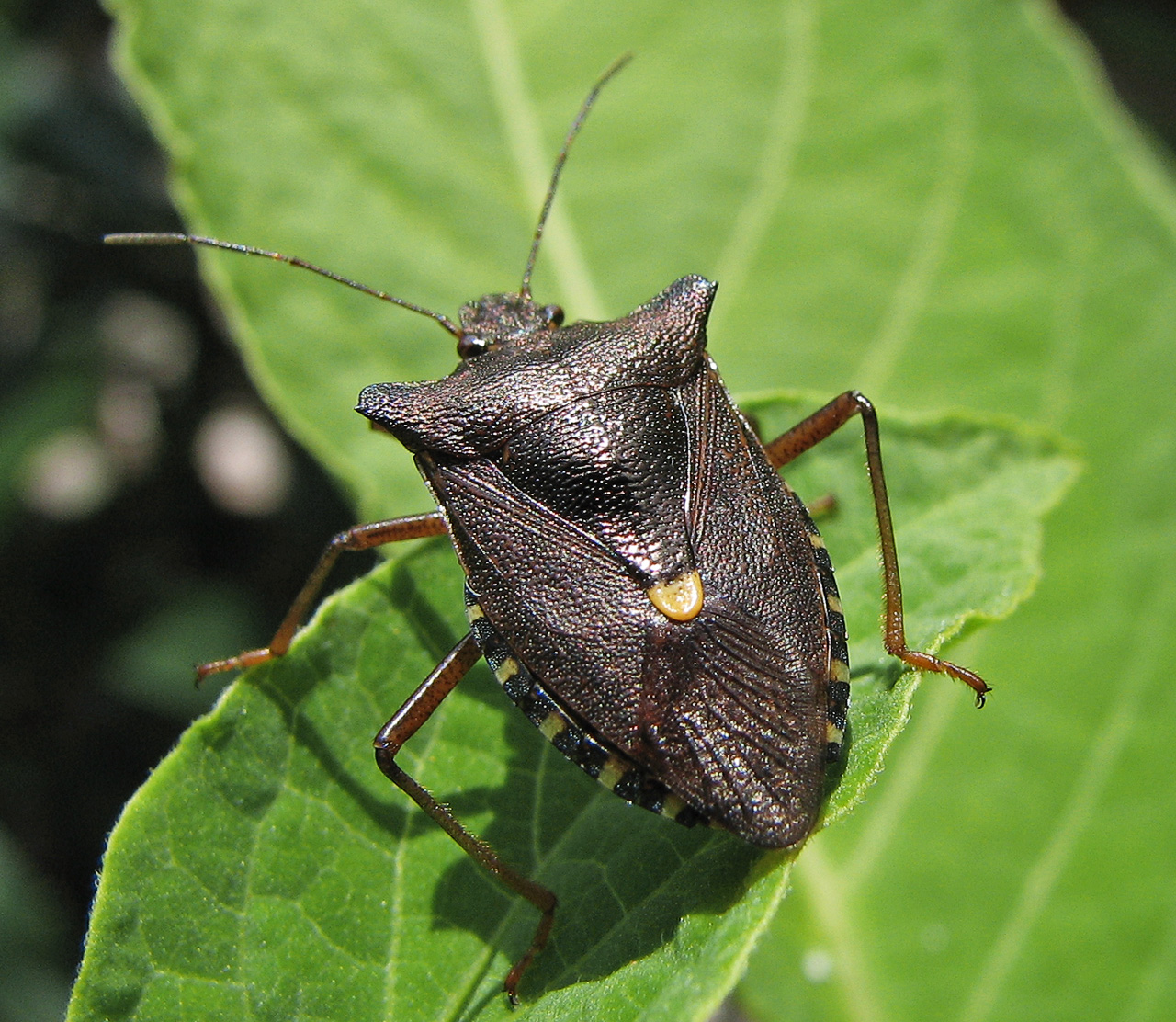
Pentatoma rufipes (Roodpootschildwants)
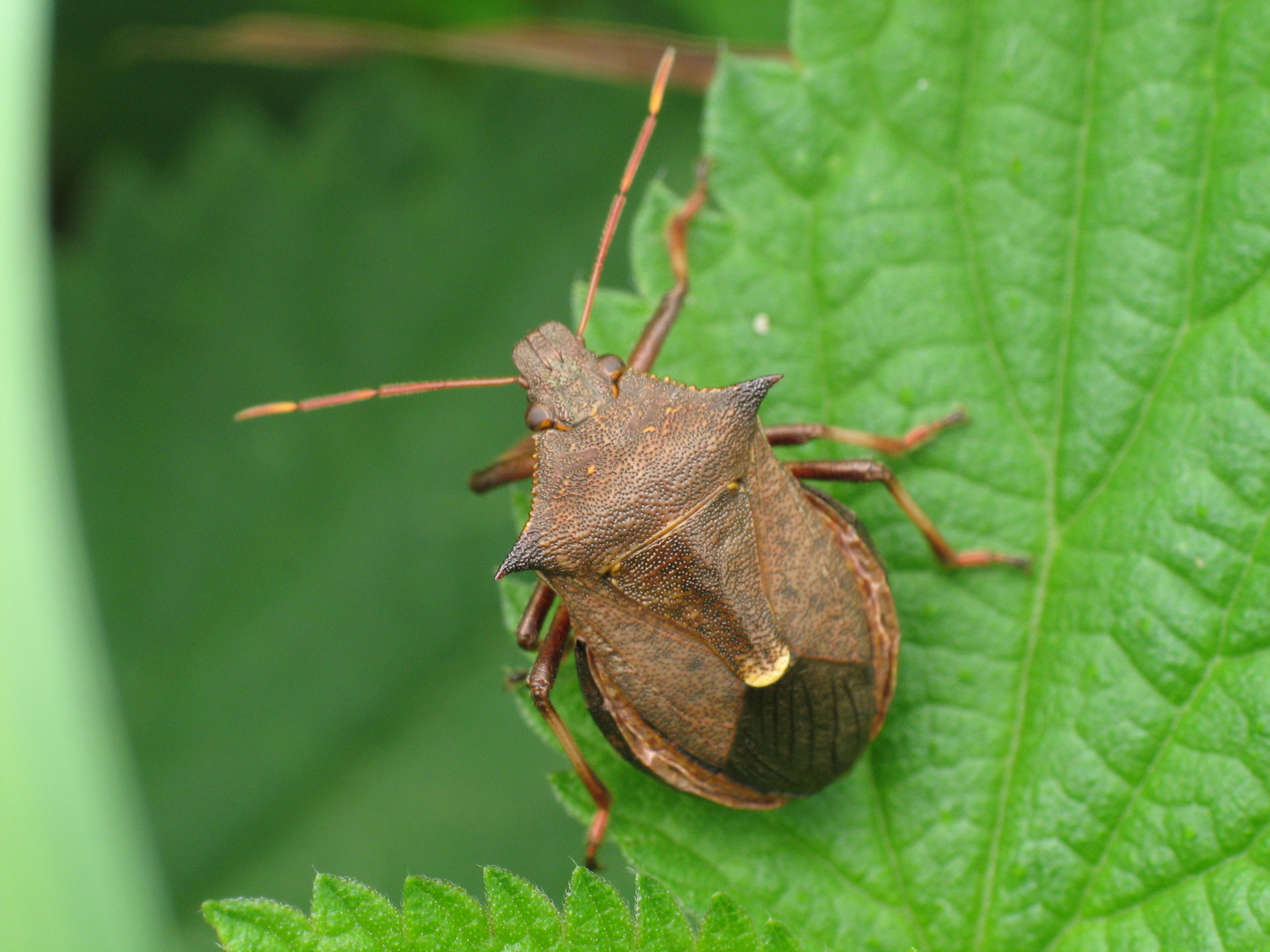
Picromerus bidens (Tweetandschildwants)
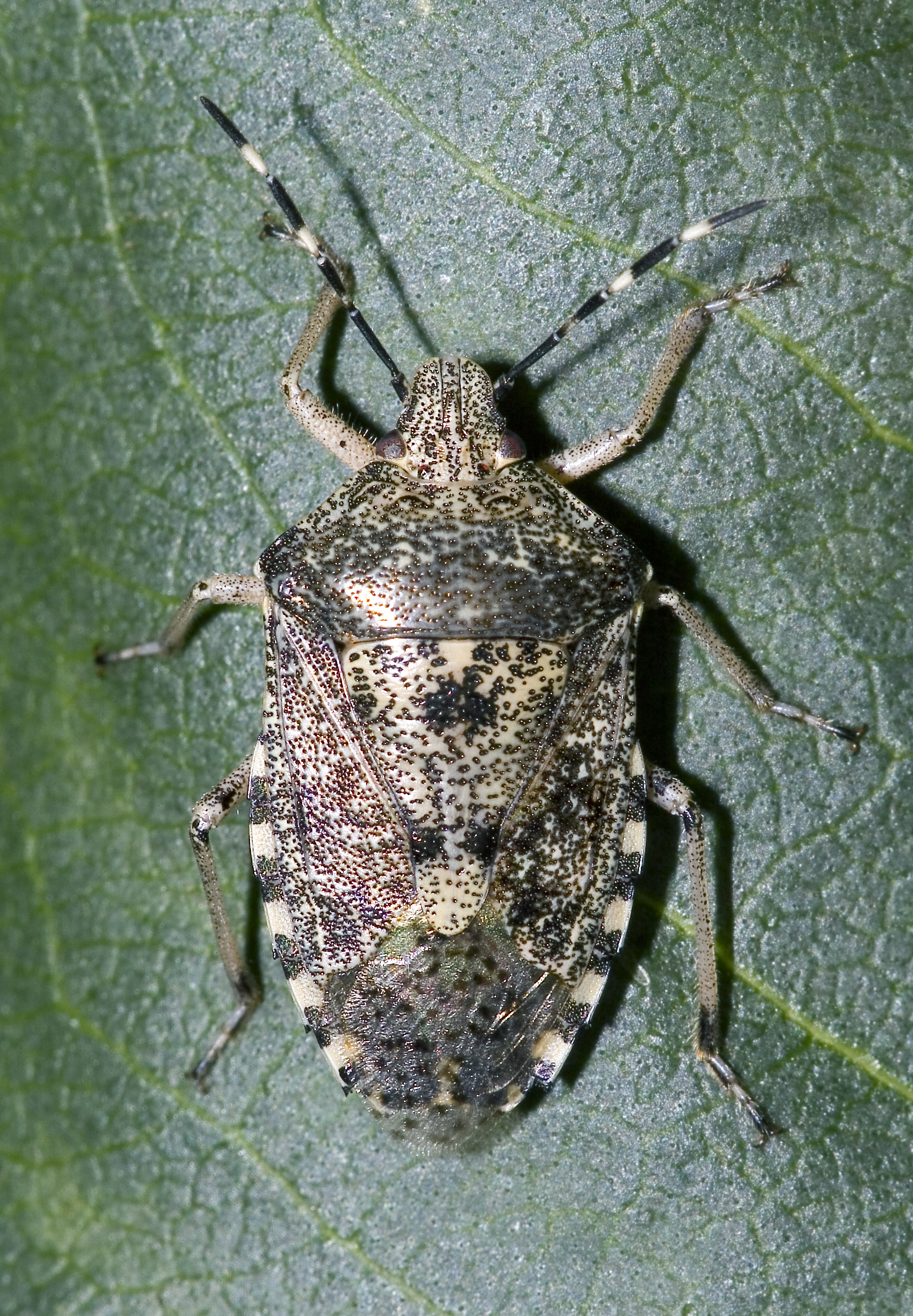
Rhaphigaster nebulosa (Grauwe schildwants, grauwe veldwants)
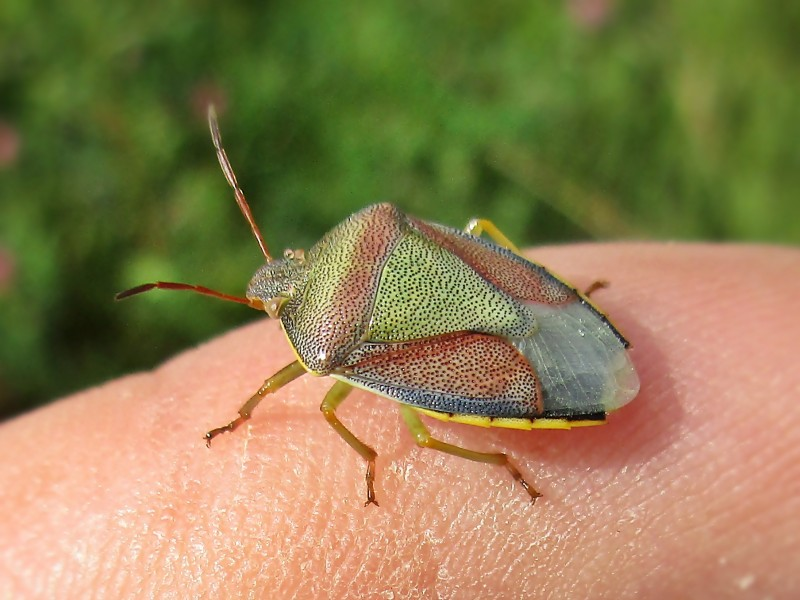
Piezodorus lituratus (Bremschildwants)
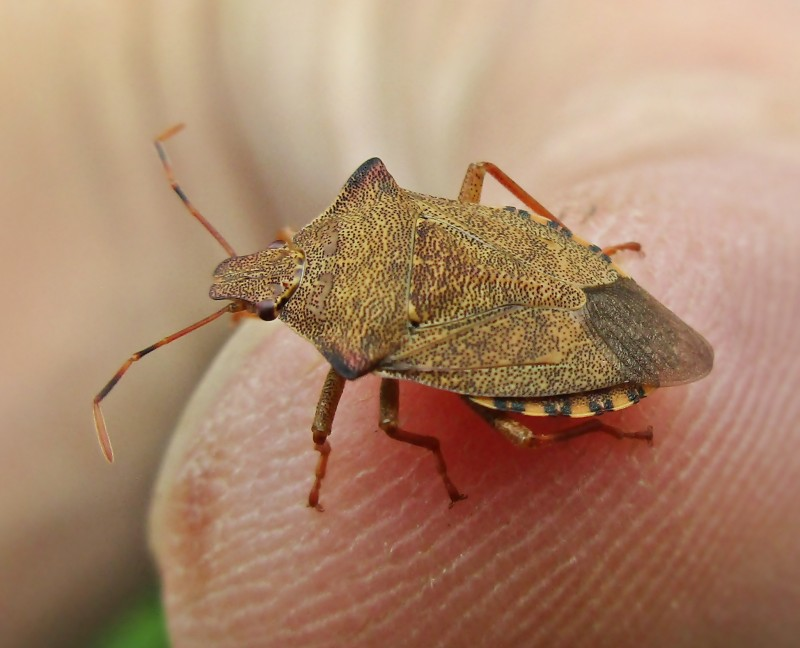
Arma custos (Snuitkeverschildwants)

## Soorten in Nederland
In Nederland zijn op dit moment 38 soorten bekend die hier voorkomen of voorgekomen zijn. 
- Aelia acuminata, mijterschildwants, mijterwants
- Aelia klugii, kleine mijterschildwants
- Arma custos,  snuitkeverschildwants
- Carpocoris fuscispinus,  beemdkroonschildwants
- Carpocoris purpureipennis, knoopkruidschildwants
- Chlorochroa juniperina,  jeneverbesschildwants
- Chlorochroa pinicola,  dennenschildwants
- Dolycoris baccarum,  bessenschildwants, bessenwants
- Dyroderes umbraculatus, kleefkruidschildwants
- Eurydema dominulus, scharlaken schildwants
- Eurydema oleracea, koolschildwants, koolwants
- Eurydema ornata, sierlijke schildwants
- Eurydema ventralis,  zuidelijke koolschildwants
- Eysarcoris aeneus, weegbreeschildwants
- Eysarcoris venustissimus, andoornschildwants
- Graphosoma italicum, pyjamaschildwants, pyjamawants
- Halyomorpha halys, bruingemarmerde schildwants
- Holcogaster fibulata, bonte dennenschildwants
- Holcostethus sphacelatus, toortsschildwants

- Jalla dumosa, rupsenschildwants
- Neottiglossa pusilla, grasschildwants
- Nezara viridula, zuidelijke groene schildwants
- Palomena prasina, groene schildwants, groene stinkwants
- Palomena viridissima, groene veldschildwants
- Pentatoma rufipes, roodpootschildwants
- Peribalus strictus, zuidelijke schildwants
- Picromerus bidens, tweetandschildwants
- Piezodorus lituratus, bremschildwants
- Pinthaeus sanguinipes, bloedpootschildwants
- Podops inuncta, haakjesschildwants
- Rhacognathus punctatus, heideschildwants
- Rhaphigaster nebulosa, grauwe schildwants, grauwe veldwants
- Rubiconia intermedia, bosbesschildwants
- Sciocoris cursitans,  zandschildwants
- Sciocoris homalonotus, platte zandschildwants
- Stagonomus bipunctatus, mannetjesereprijsschildwants
- Troilus luridus, buikspitsschildwants
- Zicrona caerulea, blauwe schildwants